# Delfiner
Delfiner (Delphinidae) er den største familie inden for hvalerne med mere end 35 arter. Familiens medlemmer kaldes også havdelfiner. Til familien hører blandt andet spækhuggere og grindehvaler, mens floddelfiner ikke medregnes. De varierer i størrelse fra en længde på under 2 meter og en vægt på 50 kg (f.eks. Hectors delfin) til at være op til 9,5 meter i længden og veje 10 tons (spækhugger). De fleste arter vejer dog mellem 50 og 200 kg. De findes udbredt i alle verdenshave, både på lavere vand ved kontinentalsoklerne og i det åbne ocean. Delfiner er rovdyr, der lever af fisk og blæksprutter. Delfiner opstod for omkring 10 millioner år siden.

## Navnet delfin
Navnet stammer fra oldgræsk "δελφίς" delphis som betyder "med en livmoder", underforstået "en 'fisk' med en livmoder".
Navnet delfin kan have flere forskellige betydninger:
- Ethvert medlem af familien Delphinidae (havdelfiner). Dette er den normale zoologiske betydning
- Mindre medlemmer af familien Delphinidae, dvs. fraregnet arter som spækhugger og grindehval, der dog systematisk set er delfiner.
- Ethvert medlem af familierne Delphinidae og Platanistoidea, det vil sige både hav- og floddelfiner.
- Almindeligt brugt som synonym for øresvinet, den nok mest velkendte delfinart (Flipper var et øresvin).

Her anvendes den førstnævnte definition. 

## Anatomi og udseende
Delfiner har en aflang rund krop der spidser til i begge ender, velegnet til at svømme hurtigt med. Deres hoved indeholder melonen, et rundt organ der bruges til biosonar. I mange af arterne er kæberne forlængede, hvilket skaber et tydeligt næb. Hos nogle arter, som øresvinet, er der en kurvet mund der ligner et smil. Tænder kan være mangfoldige (op til 250) i adskillige af arterne. Hjernen er stor og har en kompleks hjernebark, hvilket er en grund for mange zoologer til at regne delfiner blandt de mest intelligente dyr. Den lange kæbe fungerer som en slags antenne for indgående lyd, hvilket gør det nemmere for dem præcist at lokalisere et objekt. Grundfarven er nuancer af grå med en lys underside og en mørk overside. Ofte findes linjer og tegninger i forskellige farver. 

### Hud
Delfiner har som andre hvaler ikke pels, men man mener, at hvalernes landlevende forfædre sandsynligvis havde pels som de fleste andre pattedyr. I stedet for pelsen har alle hvaler et tykt fedtlag (spæklag) lige under huden. Fedtlaget isolerer så de kan opretholde en høj kropstemperatur, der som hos mennesket er 37 grader. Under varmere himmelstrøg kan spæklaget være ned til et par centimeter tykt.
Kun i lufferne og i halen har delfinerne et mindre tykt fedtlag. Her regulerer de varmen ved hjælp af modstrømsprincippet: I lufferne snor blodårerne sig omkring hinanden. Blodårer, der fører varmt blod fra kroppen ud i luffen, snor sig omkring blodårer, der fører koldt blod tilbage i kroppen. På den måde afleveres varmen til det blod, der er på vej tilbage til kroppen, og delfinen mister ikke sin kropsvarme.
Det yderste lag af huden indeholder en række mikroskopiske sprækker, der kan fange luftbobler når delfiner er ude af vandoverfladen. Det gør at delfiner svæver eller glider igennem vandet. Til gengæld er den fine hud meget sårbar, og det yderste lag regenereres ekstremt ofte, faktisk op til syv gange på én dag. Det yderste lag er dog samtidigt ekstremt tyndt, så det ikke kræver enorme mængder energi.[kilde mangler]

### Tænder
Delfiner har en lang række tænder i hver kæbehalvdel. Alle tænder ligner hinanden, det vil sige de er ikke opdelt i fortænder, hjørnetænder og kindtænder som hos mange andre pattedyr. Delfiner kan have et stort antal tænder, op til 260 tænder. Et øresvin har f.eks. 88 tænder i munden.
Tænderne er små og spidse og velegnede til at holde fast på en glat fisk, der spræller for at undslippe. Til gengæld er tænderne ikke gode til at tygge med, så delfiner sluger byttet helt.

### Lemmer
Delfiner har kun forlemmer, kaldet luffer eller brystfinner. De er flade og anvendes mest til at styre med. Inde i luffen findes knogler, der svarer til fire fingre. Delfiner har ingen kløer på lufferne, de er helt glatte og dækket af glat og tyk hud, da delfiner kun fanger deres bytte med tænderne.
Delfiner har således ingen baglemmer, men i delfinens skelet findes to små knogler, der er resterne af forfædrenes bagben. De manglende bagben gør delfinen mere strømlinet, så den nemmere kan bevæge sig gennem vandet.
Delfinens rygfinne er som dens hale kun opbygget af stift brusk, altså uden knogler.

## Adfærd
Det er en udbredt holdning, at delfiner er blandt de mest intelligente af alle dyr, om end det er svært at lave en direkte sammenligning mellem de forskellige arters intelligens på grund af forskelle i sanser og kognitionens natur i det hele taget. Ydermere har udfordringerne og omkostningerne ved at eksperimentere på større havpattedyr gjort, at visse forsøg der meningsfuldt kunne udføres, endnu ikke er blevet udført, eller er blevet udført med et utilstrækkeligt antal dyr. 
Delfiner springer ofte op over vandoverfladen og laver nogle gange decideret luftakrobatik (f.eks. kolbøtter). Forskere er ikke sikre på formålet med denne opførsel, men det kan være for at lokalisere fiskeflokke ved f.eks. at se fugle der fisker. Det kan også være signaler til andre delfiner, et forsøg på at slippe af med parasitter – eller bare for sjov. Leg er en vigtig del af delfiners liv, og de kan ofte ses lege med tang eller slås med andre delfiner for sjov. Delfiner lader også til at nyde at ride på bølger, og ses ofte "surfe" på kystbølger eller bovbølger fra både.
De er også berømte for undertiden at nærme sig mennesker og legende interagere med dem i vandet. Tilsvarende, i nogle kulturer som oldtidens Grækenland, blev de modtaget med glæde; når man fra et skib så delfiner i kølvandet blev det betragtet som et godt varsel. Der er mange historier om delfiner der beskytter skibbrudne sejlere mod hajer ved at svømme i cirkler rundt om de nødstedte. En flok delfiner skulle efter sigende også have skubbet en tilbagevendende fiskebåd ud til havs, efter de fornemmede undervandsforstyrrelser skabt af tsunamien i 2004.[kilde mangler]
Delfiner er sociale dyr, der lever i flokke på typisk et dusin dyr. På steder med store mængder af mad kan flokke midlertidigt slå sig sammen til en 'superflok', der til tider kan rumme over 1000 delfiner. Individerne kommunikerer ved hjælp af en række klik, fløjt og andre lyde. De bruger også ultralyd til deres biosonar. Flokkenes struktur er ikke fast, og stor udveksling kan forekomme. Individuelle dyr kan dog blive tæt knyttet til hinanden, hvilket gør at de bliver ved sårede eller syge dyr for at hjælpe hinanden.[kilde mangler]
Fordi de er lærenemme, bliver delfiner brugt af mennesker til en række formål. Ofte bliver de trænet til at optræde foran et publikum, hvilket er blevet en hovedattraktion i delfinarier, f.eks. SeaWorld. Sådanne steder giver nogle gange også mulighed for kunder at interagere direkte med dyrene, ofte med et terapeutisk udgangspunkt. Det amerikanske og russiske militær træner også delfiner til bl.a. at finde miner eller finde forsvundne personer. Flere steder i verden samarbejder mennesker og delfiner om at fiske, hvor delfinerne driver fisk direkte i fiskernes net og på den måde nemmere kan fange fiskene selv.
Kalvene lærer ikke kun af deres mødre, men også fra andre delfiner i gruppen, såsom jagtstrategier.

### Dykning
Delfiner kan som andre hvaler være længe under vandet. Normalt er de dog kun under vandet i omkring to minutter. Til sammenligning kan kaskelotten være neddykket i 45 minutter eller længere.
Hvalernes evne til at være længe under vandet skyldes en stor mængde myoglobin i musklerne. Det er myoglobin, der lagrer ilten indtil den skal bruges. De mange myoglobin-molekyler gør, at delfinens og alle andre hvalers kød er helt sort. Ligesom alle andre hvaler fylder de lungerne med luft inden et dyk og tømmer lungerne så snart de når overfladen igen.

### Bevægelse
Delfinen bevæger sig ved at slå med halen. Den styrer med halen og med sine luffer. Når den slår kraftigt med halen, bruger den hele ryggen. Dens nakkehvirvler er sammenvoksede, så den kan ikke dreje hovedet.
Delfiner kan spare på kræfterne ved at springe op af vandet. I luften er modstanden meget mindre end i vandet. Det kan se ud som om delfinen leger, når den springer op af vandet, men det er altså muligvis blot for at spare energi. En anden måde at spare på kræfterne er ved at ride på bovbølgen fra skibe.

## Sanser

### Biosonar
Delfinens mest berømte sans er dens biosonar. Ligesom andre hvaler orienterer den sig især med denne sans. Som en ubåd kan delfinen høre sig frem til forhindringer og føde i vandet.
Når delfinen ånder ud gennem blåsthullet oven på sit hoved (det svarer til delfinens næsebor), kan den sige nogle kliklyde, lidt ligesom når man strammer for hullet ved en ballon og lader luften sive ud i små stød. Delfinen kan lave de kliklyde meget hurtigt; op til 1149 klik pr. sekund er blevet registreret.
Inde i panden har delfinen et stort hulrum, som ca. har form som en rugbybold. Hulrummet kaldes melonen, og det er fyldt med en speciel slags olie. Når lyden går gennem hulrummet med olien, forstærkes den. Delfinen kan præcist styre lydstrålens retning. På den måde kan delfinen sende et klik i lige præcis den retning, hvor den vil undersøge noget. Når lyden rammer f.eks. en fisk, kastes den tilbage som et ekko. Lyden opfanges af underkæben, som er specielt designet til at opfange disse ekkoer, og ledes ad kæben til det indre øre. På denne måde kan delfinen "se" sine omgivelser ved hjælp af lyde, som den selv udsender. Det er en stor fordel i havet, hvor det kan være mørkt og vandet uklart så orientering ved hjælp af synet er umuligt. En delfin kan ved hjælp af denne sans både bedømme afstanden til ting, deres hastighed og retning. Nogle mener, at delfinen endda med sin biosonar kan kende forskel på en død og en levende fisk, og også på to forskellige fiskearter. På den måde kan den være sikker på at fange en frisk fisk, måske endda af en foretrukken slags.

### Andre sanser
Ud over ekkosansen er også delfinens øjne tilpasset livet i vand. Dette gør at den til gengæld er meget nærsynet i luft. Alligevel ser man ofte hos hvaler, at de stikker hovedet op af vandet, for at kigge sig omkring. 
Delfinens følesans er desuden meget fin, specielt på hovedet. Dette anvender den til at føle bevægelser i vandet, f.eks. når den er nær en fisk.
Delfinen har også smagssans. Den kan smage, om der er byttedyr i vandet, om der er en mage eller måske fjender i nærheden. Derimod har delfinen ingen lugtesans.[kilde mangler]

## Føde
Delfiner er rovdyr, der jager deres bytte ved hjælp af deres evne til at bevæge sig hurtigt gennem vandet. Tænderne er tilpasset deres bytte: arter med lange næb tager fisk, mens kortere næb og færre tænder er bedre egnet til at fange blæksprutter. Nogle delfiner kan finde på at spise skaldyr. Som regel sluges byttet helt. De større arter, især spækhuggeren, er i stand til at tage havpattedyr, sågar store hvaler, samt hajer, pingviner og havskildpadder. Der er ingen kendte tilfælde af kannibalisme blandt delfiner.
Individuelle arter bruger forskellige jagtmetoder, og selv inden for en art kan forskellige metoder blive brugt, alt afhængigt af byttedyret.

## Evolution
Delfiner, sammen med hvaler og marsvin, er efterkommere af landlevende pattedyr, sandsynligvis fra Artiodactyla-ordenen. Man mener, at hvalernes nærmeste nulevende slægtninge er flodheste. Moderne delfinskeletter har to pindeformede bækkenknogler som menes at være resterne af bagben. De gik i vandet for omkring 50 millioner år siden.[kilde mangler]

## Slægter og arter
Klassifikationen af delfinfamilien er omstridt og undergår løbende ændringer. Følgende er en oversigt over de arter, der anerkendes af Society for Marine Mammalogy.
- Slægt Steno
  - Rutandet delfin Steno bredanensis
- Slægt Sotalia
  - Tucuxi-delfin Sotalia fluviatilis
  - Sotalia guianensis
- Slægt Rethvalsdelfiner Lissodelphis
  - Nordlig rethvalsdelfin Lissodelphis borealis
  - Sydlig rethvalsdelfin Lissodelphis peronii
- Slægt Cephalorhynchus
  - Hectors delfin Cephalorhynchus hectori
  - Commersons delfin Cephalorhynchus commersonii
  - Sort delfin (chilensk delfin) Cephalorhynchus eutropia
  - Sydafrikansk delfin Cephalorhynchus heavisidii
- Slægt Hvidskævinger Lagenorhynchus
  - Stillehavshvidskæving Lagenorhynchus obliquidens
  - Mørk hvidskæving Lagenorhynchus obscurus
  - Sydlig hvidskæving Lagenorhynchus australis
  - Korshvidskæving Lagenorhynchus cruciger
  - Hvidnæse Lagenorhynchus albirostris
  - Hvidskæving Lagenorhynchus acutus
- Slægt Orcinus
  - Spækhugger Orcinus orca
- Slægt Pseudorca
  - Halvspækhugger Pseudorca crassidens
- Slægt Grindehvaler Globicephala
  - Langluffet grindehval Globicephala melas
  - Kortluffet grindehval Globicephala macrorhynchus
- Slægt Peponocephala
  - Mangetandet dværgspækhugger (elektradelfin) Peponocephala electra
- Slægt Orcaella
  - Irrawaddy-delfin Orcaella brevirostris
  - Orcaella heinsohni
- Slægt Feresa
  - Dværgspækhugger Feresa attenuata
- Slægt Grampus
  - Rissosdelfin Grampus griseus
- Slægt Almindelige delfiner Delphinus
  - Almindelig delfin Delphinus delphis
  - Langnæbbet almindelig delfin Delphinus capensis
- Slægt Stenella
  - Stribet delfin Stenella coeruleoalba
  - Langnæbbet delfin Stenella longirostris
  - Pantropisk plettet delfin Stenella attenuata
  - Atlantisk plettet delfin Stenella frontalis
  - Clymenedelfin Stenella clymene
- Slægt Tursiops
  - Øresvin Tursiops truncatus
  - Indopacifisk øresvin Tursiops aduncus
  - Tursiops australis
- Slægt Sousa
  - Atlantisk pukkeldelfin Sousa teuszii
  - Indopacifisk pukkeldelfin Sousa chinensis
- Slægt Lagenodelphis
  - Hvidskævingdelfin Lagenodelphis hosei

### Hybriddelfiner
I 1933 strandede tre mystiske delfiner ud for den irske kyst; disse lod til at være hybrider mellem rissosdelfin og øresvinet. En parring mellem disse arter er siden blevet gentaget i fangenskab, og en hybridkalv blev født. I fangenskab har et øresvin og en rutandet delfin produceret afkom. I naturen har langnæbbet delfin undertiden hybridiseret med plettede delfiner og øresvin. Store hvalarter og marsvin har også hybridiseret i naturen. Der har også været rapporter om en hybrid mellem en hvidhval og en narhval. Se også wolphin.